# Comida caiçara

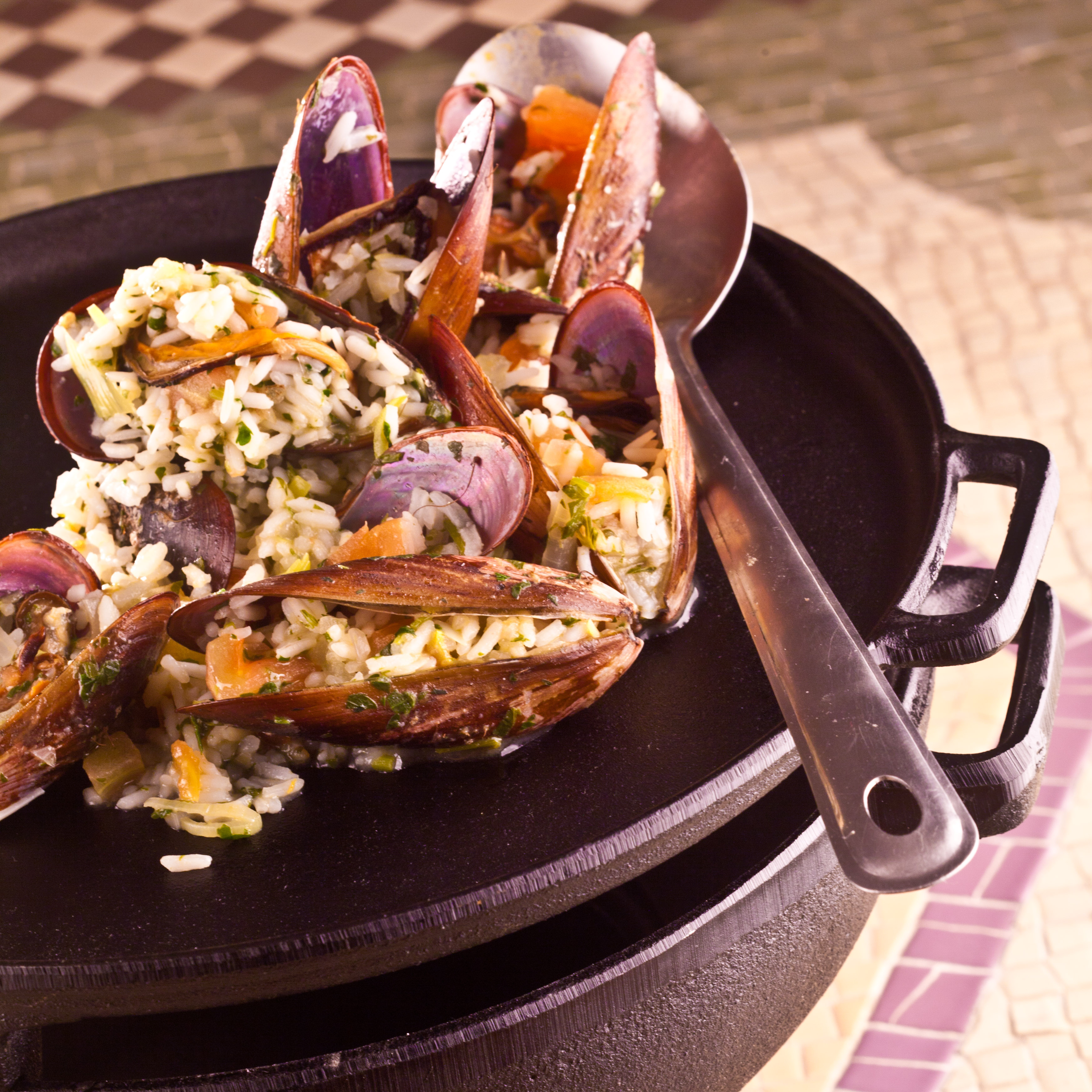
O Marisco Lambe Lambe é um dos pratos mais tradicionais da culinária caiçara

Comida Caiçara é uma cozinha rústica que envolve um preparo e ingredientes simples. Foi desenvolvida em comunidades da costa da Mata Atlântica, que vai do litoral norte paranaense ao sul do Rio de Janeiro. Ela é a base da culinária original local e possui especialidades como o lambe-lambe Caiçara feito com mariscos, casquinha de siri e o "azul marinho". O termo "Caiçara" surgiu da miscigenação genética entre o europeu, o índio e o negro. De origem tupi, corrupção de caá-içara, significa a estacada, o tapume. Porém, também é uma palavra usada para designar os habitantes do litoral do Paraná, São Paulo e o sul do Rio de Janeiro. Além disso, Caiçara é o mestiço representante de um momento histórico, que resiste e propaga com sua cultura que tem peculiaridades

## Pratos típicos
- Azul Marinho

Feito de peixe com banana verde, o azul marinho é o prato tradicional mais encontrado na comida caiçara. Ele tem esse nome devido à cor azulada que fica após o cozimento. Segundo o chef Eudes Assis, em uma entrevista para Raquel Santos  , o prato não é baseado em nenhuma receita comum, pois pra saber o ponto exato da banana e a hora de colocar a fruta na água, é necessário uma experiência nativa.